# Eremitagen (Sankt Petersborg)
 For alternative betydninger, se Eremitagen. (Se også artikler, som begynder med Eremitagen)
Eremitagen (russisk: Государственный Эрмитаж, tr. Gosudarstvennyj Ermitazj) er et af verdens førende kunstmuseer beliggende i Sankt Petersborg i Rusland. Størstedelen af museet har til huse i Vinterpaladset og blev udvidet i græsk stil af den tyske arkitekt Leo von Klenze og den russiske hofarkitekt Andrei Stackenschneider.
Museet byder på værker af Leonardo da Vinci, Michelangelo og Raphael. Det har den største Rembrandtsamling i verden samt unikke samlinger af Rubens, Van Gogh, Vincenzo Petrocelli, Matisse, Gaugin og en række franske impressionister (Renoir, Cézanne, Monet og andre).
Ud over malerisamlingerne har museet afdelinger for antikviteter og historiske genstande, herunder en stor egyptisk afdeling med blandt andet Golenisjtjevs papyri-samling). De russiske kronjuveler samt Fabergés juvelkunst er udstillet på museet. Samlet set har museet næsten 3 millioner objekter og arbejder i sine samlinger. Museets samling af malerier er verdens største.
Fem af de seks vigtigste bygninger i museumskomplekset: Vinterpaladset, som har over 1000 sale og værelser, Lille Ermitage, Store Eremitage, Ny Eremitage og Eremitage teatret, er åbne for offentligheden. Der er gratis adgang den første torsdag i hver måned, og gratis adgang daglig for studerende og børn. Museet er lukket om mandagen. Indgangen for besøgende er placeret i Vinterpaladsets gård.

## Oprindelse: Katarina samlingen
Bygningen Malyj Ermitazj (russisk: Малый Эрмитаж, dansk: ~ Lille Eremitage), som samlingen oprindeligt havde til huse i, blev grundlagt i 1764, da Katarina den Store købte en samling på 225 eller 317 kunstværker (begge tal forekommer) af den berlinske kunsthandler Johann Ernst Gotzkowsky, efter at Frederik den Store af Preussen havde afslået at aftage samlingen.
Efter modtagelse af samlingen i 1764 bestilte Katarina den russiske arkitekt Jurij Felten til at lave en tilbygning til den østlige del af Vinterpaladset, som han afsluttede i 1766 og senere blev den sydlige pavillon af Lille Eremitage. I 1767-1769 byggede den franske arkitekt Jean-Baptiste Vallin de la Mothe den nordlige pavillon på Nevadæmningen. Mellem 1767 og 1775 blev udvidelserne forbundet med et galleri, hvor Katarinas samlinger blev ophængt. Hele den neoklassiske bygning er nu kendt som den Lille Eremitage. Under Katarina var Eremitagen ikke et offentligt museum, og få mennesker fik lov til at se værkerne.
Samlingen voksede snart ud af bygningen. I sin levetid købte Katharina 4.000 malerier af de gamle mestre, 38.000 bøger, 10.000 indgraverede ædelsten, 10.000 tegninger, 16.000 mønter og medaljer og en naturhistorisk samling, der fyldte to gallerier, så i 1771 bestilte hun Jurij Felten til at bygge en anden betydelig udvidelse. Den neoklassiske bygning, der stod færdig i 1787, er kendt som Store Eremitage (russisk: Большой Эрмитаж, tr. Bolsjoj Ermitazj). Katharina gav også navnet Eremitage til sit private teater bygget i nærheden mellem 1783 og 1787 af den italienske arkitekt Giacomo Quarenghi
Den 15. juni 1985 angreb en mand Rembrandts maleri Danae ved at kaste svovlsyre på lærredet og knivskære det to gange. Samme dag begyndte restaureringen, som blev afsluttet i 1997. Maleriet hænger nu bag skudsikkert glas.

## Filialer
Eremitagemuseet har filialer i Kazan (2005) og Vyborg (2010), ligesom der er planlagt åbningen af en filial i Omsk i 2016.
I juni 2009 åbnede Eremitagen Amsterdam (nederlandsk: Hermitage Amsterdam), en hollandsk afdeling af museet. Filialen blev officielt åbnet af dronning Beatrix og den russiske præsident Medvedev.

## Eremitagens Voluntørservice
Eremitagens volontørtjeneste, der der er knyttet til Eremitagen, er en frivillig organisation, der giver mulighed for deltagelse i museets aktiviteter. De frivillige hjælper museets personale med forskellige aktiviteter og det daglige arbejde. Volontørtjenesten har også egne projekter.

## Galleri
- Den egyptiske sal
- Rembrandts Danaë
- Rubens-salen